# クリスチャン郡 (ケンタッキー州)

ケンタッキー州内の位置

クリスチャン郡（Christian County）は、アメリカ合衆国ケンタッキー州の郡である。人口は7万2265人（2000年）。郡庁所在地はホプキンスビルである。この郡はウィリアム・クリスチャン大佐の名を取って命名された。

## 地理
アメリカ合衆国統計局によると、この郡は総面積1,875 km2 (724 mi2) である。このうち1,868 km2 (721 mi2) が陸地で7 km2 (3 mi2) が水地域である。総面積の0.37%が水地域となっている。

### 隣接する郡
- ホプキンス郡  (北)
- ミューレンバーグ郡  (北東)
- トッド郡  (東)
- モンゴメリー郡 (テネシー州)  (南東)
- スチュアート郡 (テネシー州)  (南西)
- トリッグ郡  (西)
- コールドウェル郡  (北西)

## 人口動勢
2000年国勢調査で、この郡は人口72,265人、24,857世帯、及び18,344家族が暮らしている。人口密度は39/km2 (100/mi2) である。15/km2 (38/mi2) の平均的な密度に27,182軒の住宅が建っている。この都市の人種的な構成は白人69.92%、アフリカン・アメリカン23.73%、先住民0.52%、アジア0.91%、太平洋諸島系0.32%、その他の人種2.23%、及び混血2.37%である。ここの人口の4.83%はヒスパニックまたはラテン系である。
この郡内の住民は28.30%が18歳未満の未成年、18歳以上24歳以下が15.80%、25歳以上44歳以下が30.10%、45歳以上64歳以下が16.00%、及び65歳以上が9.80%にわたっている。中央値年齢は28歳である。女性100人ごとに対して男性は106.60人である。18歳以上の女性100人ごとに対して男性は107.60人である。
この郡内の世帯ごとの平均的な収入は31,177米ドルであり、家族ごとの平均的な収入は35,240米ドルである。男性は25,063米ドルに対して女性は20,748米ドルの平均的な収入がある。この郡の一人当たりの収入 (per capita income) は14,611米ドルである。人口の15.00%及び家族の12.10% は貧困線以下である。全人口のうち18歳未満の19.30%及び65歳以上の13.50%は貧困線以下の生活を送っている。

## 都市及び町
| - ホプキンスビル - オークグローブ - Crofton | - Fort Campbell North - LaFayette - Pembroke |